# Michał Englert
Michał Englert (* 4. Mai 1975 in Warschau) ist ein polnischer Kameramann, Drehbuchautor und Filmregisseur.

## Leben
Michał Englert wurde 1975 als Sohn der Schauspielerin Marta Lipinska und des Theaterschauspielers und -regisseurs Maciej Englert geboren. Sein Onkel ist der Schauspieler und Regisseur Jan Englert. Er studierte Kamera an der  Staatlichen Hochschule für Film, Fernsehen und Theater in Łódź.
Mit Im Namen des... (Originaltitel W imie...) aus dem Jahr 2013 gab er sein Debüt als Drehbuchautor und erhielt für seine gleichzeitige Arbeit als Kameramann eine Nominierung bei Camerimage.
Sein Regiedebüt gab er mit dem Film Der Masseur, für den er mit Małgorzata Szumowska zusammenarbeitete, mit der er bereits Leben in mir, 33 Szenen aus dem Leben, Das bessere Leben, Im Namen des …, Body und Die Maske realisiert hatte. Der Film feierte im September 2020 bei den Filmfestspielen von Venedig seine Premiere. Der Masseur wurde von Polen als Beitrag für die Oscarverleihung 2021 in der Kategorie Bester Internationaler Film eingereicht.

## Filmografie (Auswahl)
- 2004: Leben in mir (Ono)
- 2004: Europäische Visionen (Visions of Europe, Segment Crossroad)
- 2006: Valley of Flowers
- 2008: Rozmowy noca
- 2008: 33 Szenen aus dem Leben (33 sceny z zycia)
- 2009: Alles, was ich liebe (Wszystko, co kocham)
- 2010: Skrzydlate swinie
- 2011: Das bessere Leben (Elles)
- 2012: Bez tajemnic  (Fernsehserie, 18 Folgen)
- 2013: Nieulotne
- 2013: Im Namen des... (W imie..., auch Produktion und Drehbuch)
- 2016: Dark Crimes
- 2016: Marie Curie
- 2015: Body (Ciało, auch Produktion und Drehbuch)
- 2018: Die Maske  (Twarz, auch Produktion und Drehbuch)
- 2020: Nightwalk (Kurzfilm, auch Drehbuch)
- 2020: Der Masseur (Never Gonna Snow Again, auch Produktion, Regie und Drehbuch)
- 2022: Infinite Storm
- 2023: Frau aus Freiheit (Kobieta z...)

## Auszeichnungen
Camerimage
- 2008: Nominierung für den Goldenen Frosch (33 Szenen aus dem Leben)
- 2013: Nominierung für den Goldenen Frosch (Im Namen des..)
- 2016:	Nominierung für den Goldenen Frosch (Marie Curie)[2]

Internationale Filmfestspiele von Venedig
- 2020: Nominierung für den Goldenen Löwen (Der Masseur)
- 2020: Nominierung für den Queer Lion (Der Masseur)[3]

Polnischer Filmpreis
- 2021: Auszeichnung für die Beste Kamera (Der Masseur)[4]

Polnisches Filmfestival
- 2008: Auszeichnung für die Beste Kamera (33 Szenen aus dem Leben)[5]

Sundance Film Festival
- 2013: Auszeichnung für die Beste Kamera im World Cinema Competition – Dramatic (Nieulotne)[6]